# Nevačka
Nevačka (cyr. Невачка) – wieś w Bośni i Hercegowinie, w Republice Serbskiej, w gminie Han Pijesak. W 2013 roku liczyła 107 mieszkańców.